# Norge (dirigível)
O Norge foi um dirigível semirrígido de construção italiana que realizou a primeira viagem verificada de qualquer tipo para o Polo Norte, um sobrevoo em 12 de maio de 1926. Foi também a primeira aeronave a sobrevoar a calota polar entre a Europa e a América. A expedição foi idealizada pelo explorador polar e líder da expedição Roald Amundsen, pelo projetista e piloto do dirigível Umberto Nobile e pelo rico aventureiro e explorador americano Lincoln Ellsworth que, junto com o Aeroclube da Noruega, financiou a viagem, que ficou conhecida como o Voo Transpolar Amundsen-Ellsworth 1926.

## História
Foi o primeiro dirigível a sobrevoar o Polo Norte, em 12 de maio de 1926, e também foi o primeiro a realizar a travessia Europa-América pelo Círculo Polar Ártico.

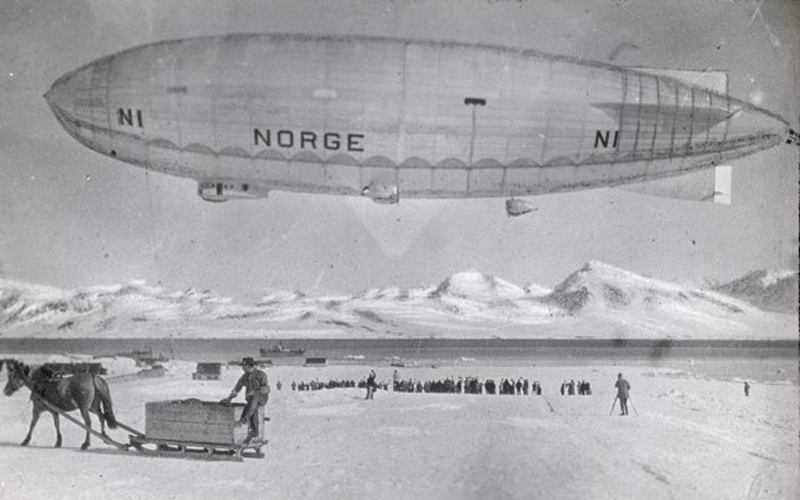
Dirigível Norge sobre Ålesund, 1926
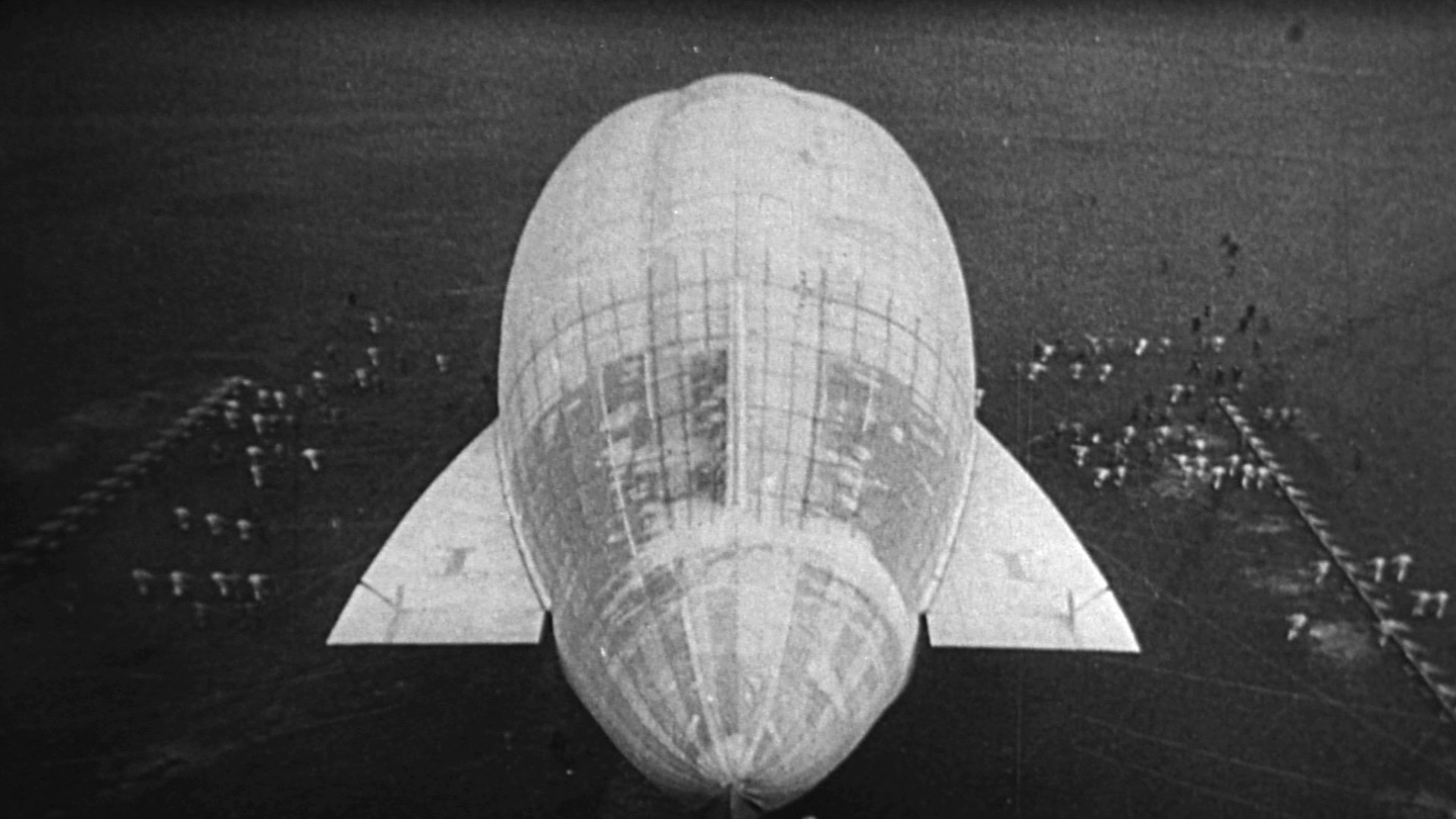
Dirigível Norge, 1928.